# Ruth Ben-Ghiat
Ruth Ben-Ghiat est une historienne et critique culturelle américaine. Professeure d'histoire et d'études italiennes à l'université de New York, elle est une spécialiste du fascisme et des dirigeants autoritaires.

## Biographie
Née aux États-Unis d'un père séfarade né en Israël et d'une mère écossaise, Ruth Ben-Ghiat grandit à Pacific Palisades, en Californie,. Elle obtient un diplôme en histoire à UCLA et un doctorat en histoire comparée à l'Université Brandeis. Membre de l'American Historical Association depuis 1990, elle est professeur d'histoire et d'études italiennes à l'université de New York. Elle écrit régulièrement pour CNN, The Atlantic et The Huffington Post.

## Travaux
- (en)Ruth Ben-Ghiat, Fascist Modernities: Italy, 1922–1945, Berkeley and Los Angeles, University of California Press, 2001[7]
- (en)Ruth Ben-Ghiat, Italian Fascism's Empire Cinema, Bloomington, IN, Indiana University Press, 2015[8]
- (en)Ben-Ghiat, Ruth (2020). Strongmen: De Mussolini au présent. WW Norton & Company[9],[10],[11],[12],[13],[14],[15].